# Centrophorus niaukang
Centrophorus niaukang е вид хрущялна риба от семейство Centrophoridae. Видът е почти застрашен от изчезване.

## Разпространение и местообитание
Разпространен е в Австралия, Испания (Канарски острови), Малдиви, Мароко, Мозамбик, Провинции в КНР, САЩ, Сейшели (Алдабра), Тайван, Южна Африка и Япония (Кюшу).
Среща се на дълбочина около 465 m.

## Описание
Популацията на вида е намаляваща.